# Terebra achates
Terebra achates é uma espécie de gastrópode do gênero Terebra, pertencente a família Terebridae.